# Piec przemysłowy

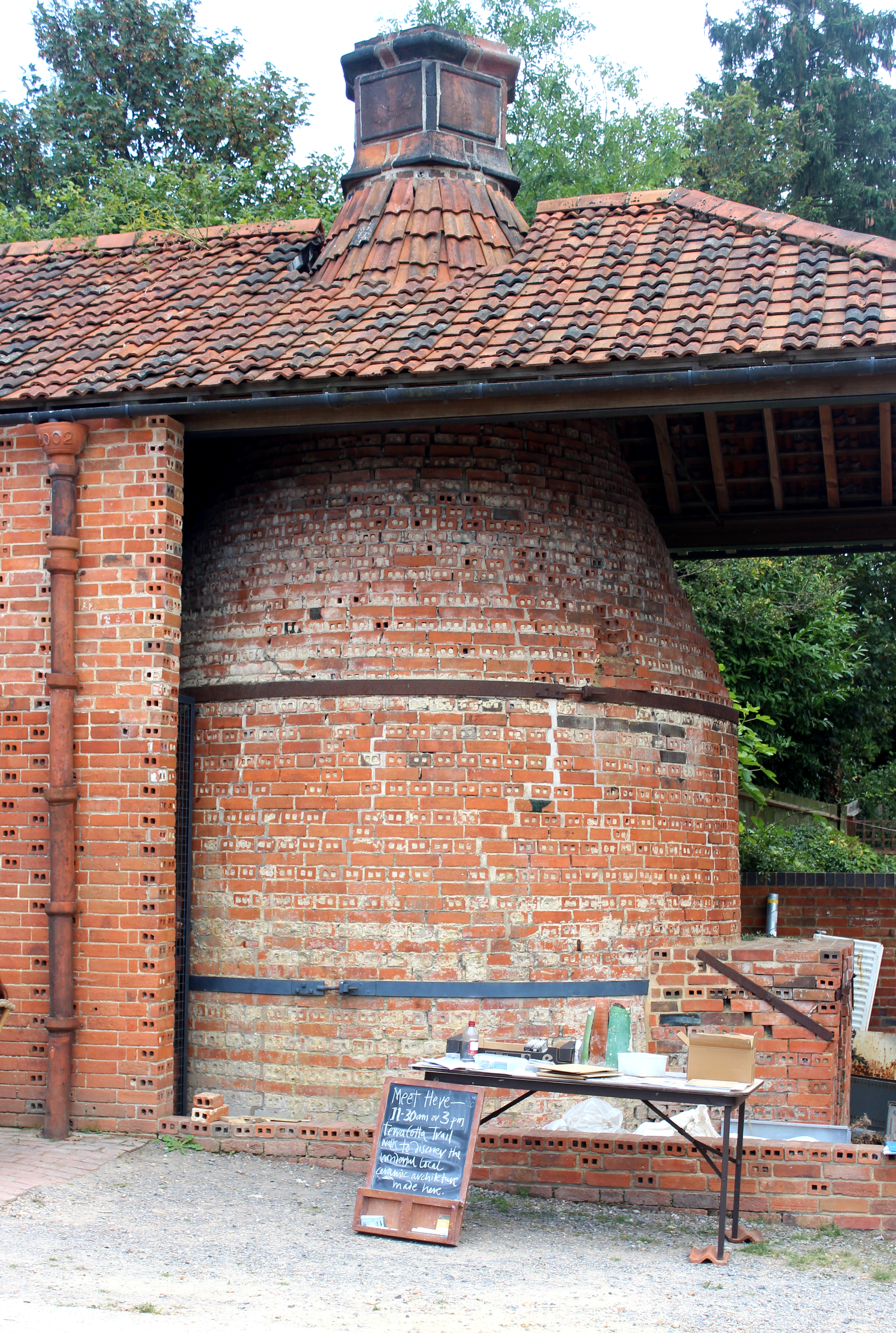
Piec w kształcie butelki w Farnham Pottery w Surrey w Anglii z około 1913 roku.

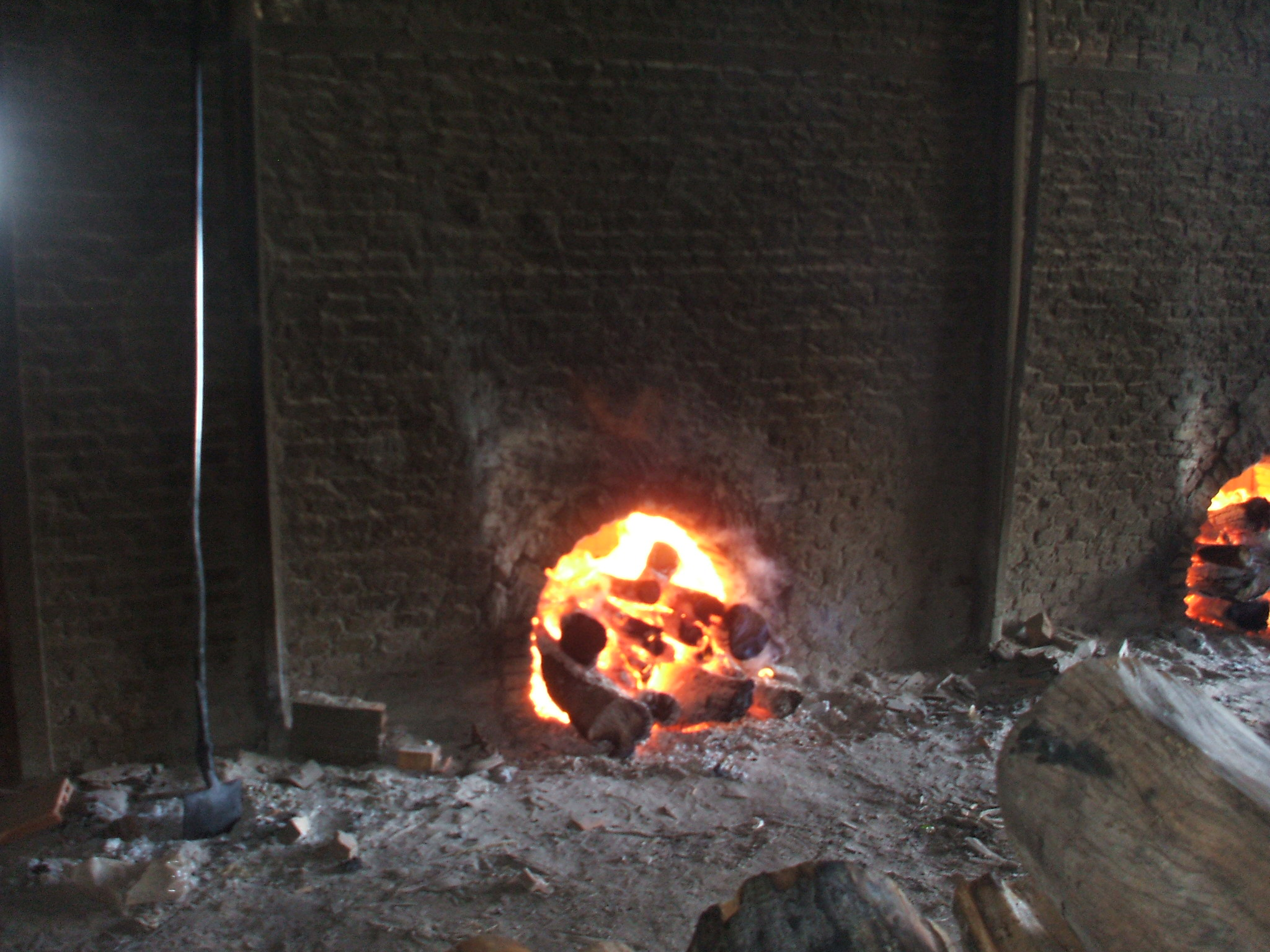
Piec w cegielni

Piec przemysłowy – urządzenie do przeprowadzania procesów technologicznych, które zachodzą w wysokich temperaturach, uzyskiwanych przez spalanie paliw lub elektrycznie.

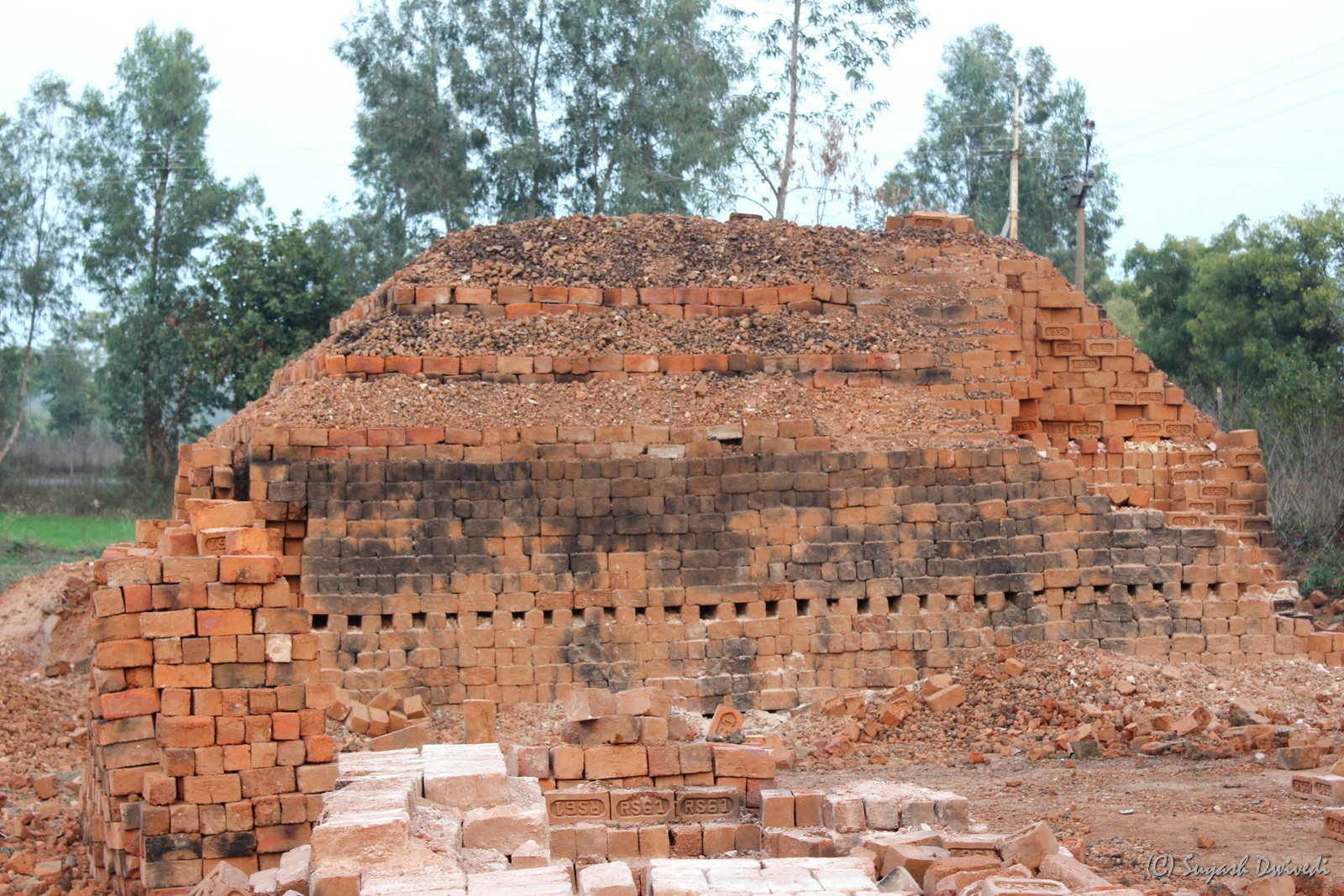
Indyjski piec przemysłowy

## Klasyfikacja pieców przemysłowych

### ze względu na przeznaczenie
- grzewcze
  - kuźnicze
    - oczkowe
    - szczelinowe

  - piece kowalskie
  - do obróbki cieplnej
    - hartownicze

  - odlewnicze
    -       - kociołkowe=naczyniowe
      - tyglowe

- topielne=wytopowe
  - stalownicze
    - martenowskie

- do obróbki chemicznej
  - gazownicze
  - prażalne
  - rafinacyjne
  - redukcyjne
  - do przetwarzania paliw

- do przerobu surowców
  - hutnicze
  - koksownicze
  - szklarskie
    - donicowe
    - wannowo-zmianowe

  - dolomitowe
  - karbidowe
  - wapienne
  - do wypalania

- piece laboratoryjne
- piece emalierskie

### ze względu na konstrukcję
- trzonowe
- dzwonowe = kołpakowe
- tyglowe
- wannowe
- wgłębne
- z bębnami obrotowymi
- agregaty piecowe
- ciągłego działania
- okresowego działania

### ze względu na cykl pracy
- do pracy ciągłej (przelotowe)
  - ze względu na konstrukcję
    - karuzelowe
    - obrotowe
    - tunelowe

  - ze względu na sposób przemieszczania wsadu
    - przenośnikowe=okrężne
      - przetokowe
      - rolkowe
      - samotokowe
      - taśmowe
      - wózkowe

    - przepychowe
    - wózkowe
    - grawitacyjne
      - ślimakowe

    - kroczące
    - przewłokowe

- do pracy półciągłej
  - z wysuwanym trzonem

- do pracy okresowej (nieprzelotowe)
  - komorowe
  - szybowe
    - wielki piec
    - żeliwiak

  - kąpielowe[2] – wsad nagrzewany jest w ciekłej kąpieli solnej lub metalowej[3]
  - z ruchomym trzonem
  - muflowe

### ze względu na atmosferę
- próżniowe
- z atmosferą kontrolowaną
  - z atmosferą ochronną
  - z atmosferą obcą
- z wymuszonym obiegiem powietrza

### ze względu na sposób ogrzewania
- paliwowe
  - płomienne
  - przeponowe
- dielektryczne
- elektrodowe
- elektrolityczne
- elektronowiązkowe
- elektryczne
  - indukcyjne
    - kanałowe

  - łukowe
  - oporowe
  - oporowo-łukowe
- na podczerwień
- słoneczne
- plazmowe
- fluidyzacyjne (fluidalne)
- mikrofalowe
- konwertorowe

## Słowniczek
- wsad: obiekt poddawany obróbce cieplnej
- trzon: element pieca, podstawa, na której spoczywa wsad
- komora: przestrzeń robocza pieca ograniczona ścianami z materiałów odpornych na temperaturę i ograniczających straty ciepła
- płaszcz – blaszana osłona izolacji pieca

### Piec a kocioł
W potocznym rozumieniu kocioł centralnego ogrzewania, lub parowy błędnie nazywany jest piecem. Piec to urządzenie, gdzie wyzwalająca się w czasie spalania energia cieplna jest akumulowana w substancji ceramicznej (np. cegła szamotowa). W kotle energia cieplna akumulowana jest w wodzie lub innym płynie, a ewentualnie użyta w budowie kotła ceramika stanowi warstwę izolacyjną; nie mówi się wobec tego „piec do gotowania zupy”, a „kocioł do gotowania zupy”.